# عباس‌آباد (فراغه)
عباس‌آباد یک روستا در ایران است که در شهرستان ابرکوه استان یزد واقع شده‌است. براساس سرشماری مرکز آمار ایران در سال ۱۳۹۵، عباس‌آباد ۲۰ نفر جمعیت دارد.